# Radiomir
Radiomir ist ein 1914 erfundener Leuchtstoff, der aus einem Gemisch aus Zinksulfid und Radiumbromid besteht.
Radiomir wurde von Guido Panerai patentiert. Verwendet wurde es hauptsächlich für Leucht-Zifferblätter von Uhren. Die Bezeichnung wurde von Panerai auch auf die erste Armbanduhr für Kampftaucher übertragen, die Zifferblätter mit Radiomir-Leuchtstoff verwendeten, welche somit auch in tiefen und dunklen Gewässern zu verwenden waren.
Radiumverbindungen galten zunächst als relativ harmlos oder gar gesundheitsfördernd. In den 1920er Jahren erkannte man jedoch ihre gesundheitsschädliche Wirkung, nachdem mehrere Zifferblattmalerinnen in Orange durch die ionisierende Strahlung der Zifferblattfarbe schwer erkrankt waren. In der Folge wurde auch das Radiomir nicht mehr verwendet.

## Gefährlichkeit von Radium für Menschen
Die Gefährlichkeit von Radium für Menschen wurde bereits Anfang der 1920er Jahre erkannt, jedoch erstmals 1924 vom New Yorker Zahnarzt Theodor Blum beschrieben. Er veröffentlichte einen Artikel über das Krankheitsbild des sogenannten Radiumkiefers (engl. radium jaw). Er beobachtete diese Krankheit bei Patientinnen, die als Ziffernblattmalerinnen mit Leuchtfarbe, deren Zusammensetzung des Radiomirs glich, in Kontakt kamen. Sie feuchteten beim Malen die Pinselspitze mit ihrer Zunge an und so gelangte das radioaktive Radium in ihren Körper. Er schrieb die Erkrankung zunächst der Giftigkeit des Phosphors zu. Der örtliche Pathologe von New Jersey, Harrison Martland, war es schließlich, der 1925 eine Studie begann, an dessen Ende die Ursache richtigerweise dem Radium zugeschrieben wurde.